# Phalaris aquatica
Phalaris aquatica L. (P. tuberosa, P. bulbosa auct., P. nodosa L. ) es una de las especies vegetales que se conocen con el nombre de alpiste. Es una planta herbácea del género Phalaris, de la familia de las poáceas. 

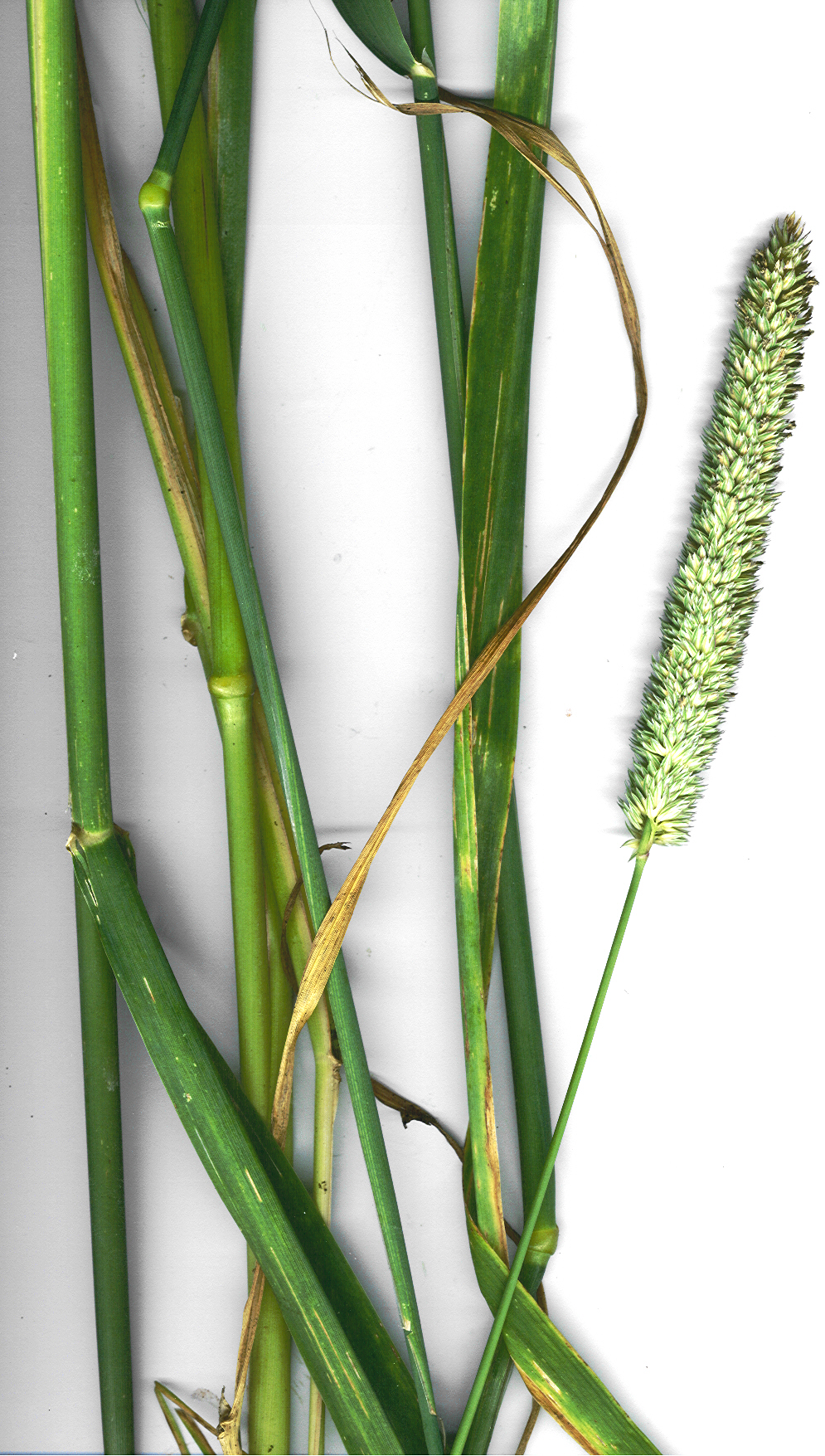
Vista de la planta

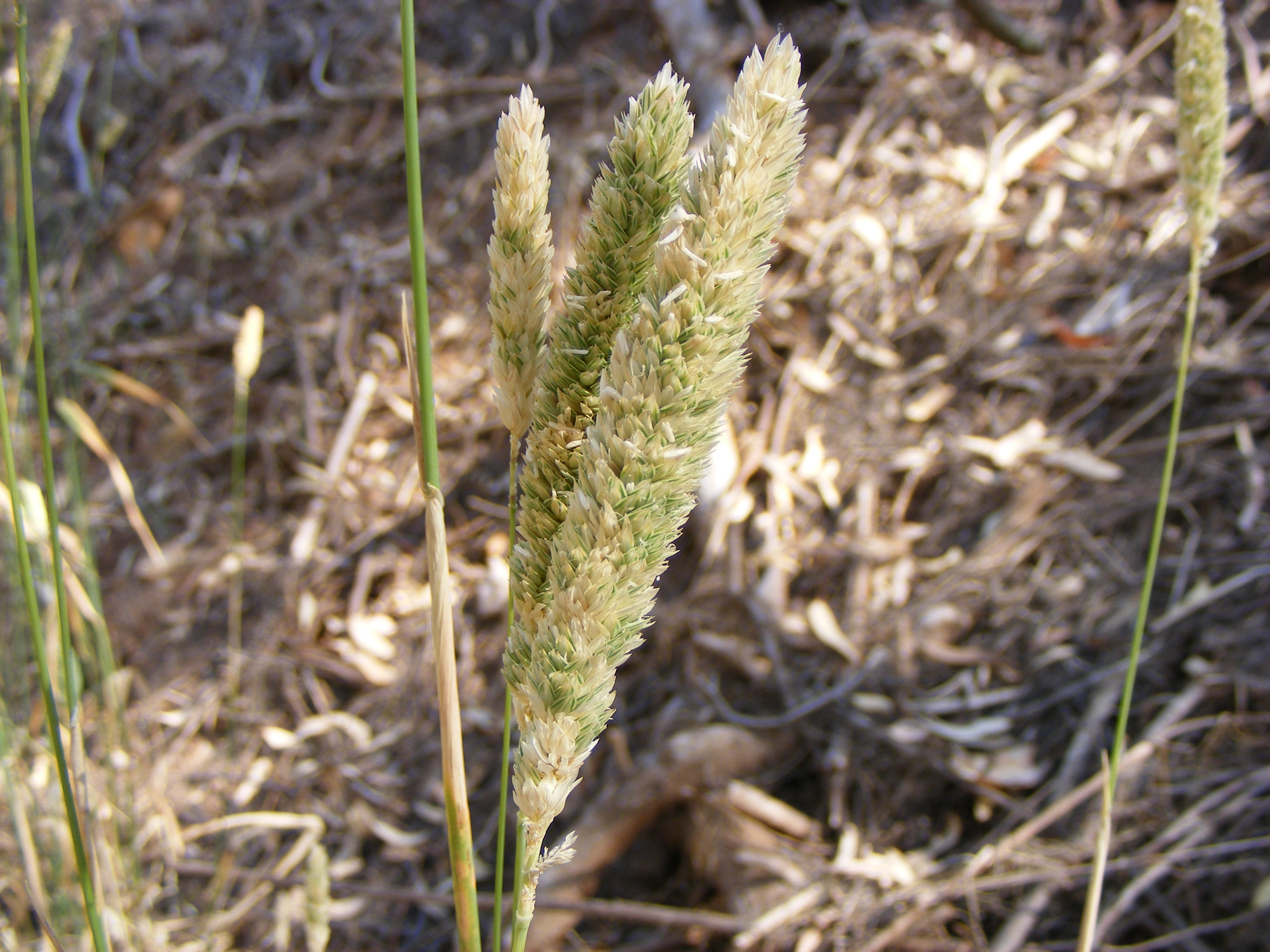
Detalle

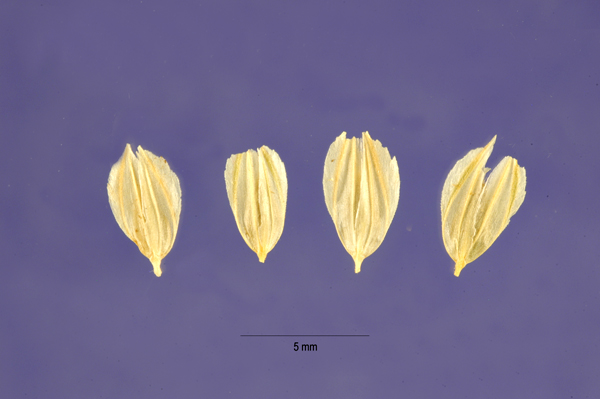
Flores

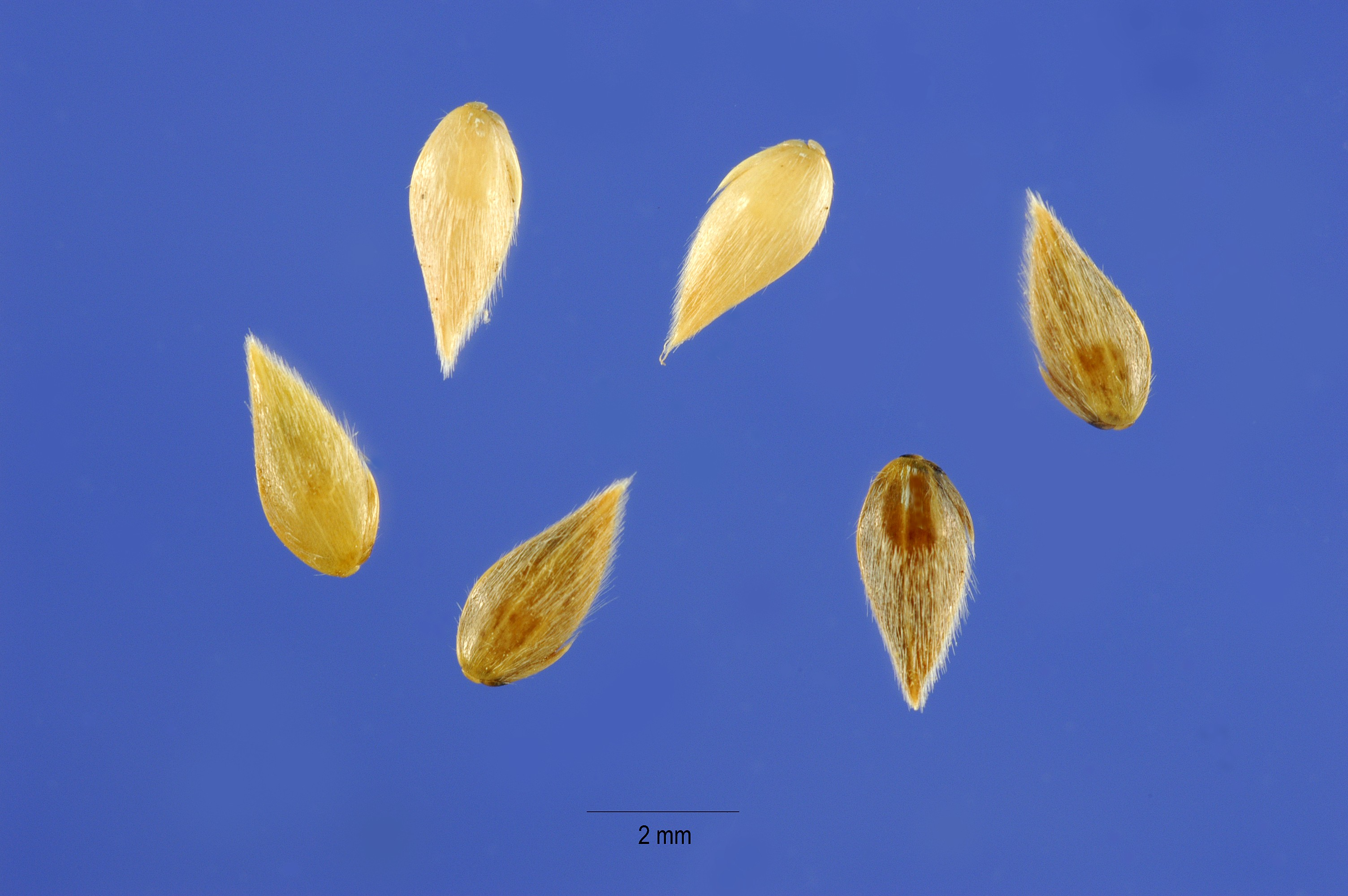
Semillas

## Descripción
Es una planta perenne de 50-100 cm de altura con una disposición erecta, cespitosa y muy vigorosa, generalmente tuberculosa. Crece en macollas, y sus hojas con pelos tienen un color verde azulado, con una lígula membranosa y sin aurículas, y un limbo largo. Las hojas, cuando la planta está en periodo vegetativo, se insertan en la base de la planta, y en los nudos superiores cuando empieza a espigar. La inflorescencia está en forma de panícula densa, espiciforme y alargada, con espiguillas con una única flor hermafrodita y con glumas aladas y coriáceas, con el margen entero o denticulado, emerge de la mayoría de las macollas, ocasionando su muerte posterior, provocando que rebrote a partir de las yemas basales. La semilla es pequeña, cubierta por brácteas suaves y muy brillantes. Las raíces son profundas y persistentes.
Es una especie originaria de la cuenca del Mediterráneo, y se ha extendido su cultivo por otras zonas con clima mediterráneo como algunas de Australia y otras de los Estados Unidos. En España se cultiva en el sur de la península, en las zonas frías de ambas mesetas y en la cuenca del Ebro. La planta desarrolla, en la base de los tallos o nudos inferiores, unos engrosamientos (tubérculos), en los que acumula reservas al final de la estación de crecimiento, cuando la planta ha florecido. De esta manera puede soportar los largos y secos veranos y se asegura la supervivencia en el caso de que la parte vegetativa de la planta muera durante el verano. El rebrote de otoño se produce a partir de las yemas axilares de los tallos engrosados principalmente o, en caso contrario, de los tallos que hayan sobrevivido.

## Ciclo
Otoño-invierno-primavera, OIP, y latencia estival muy marcada.
Espigado, engrosamiento de los entrenudos de la base del tallo y profundización del sistema radicular a finales de primavera.
Madurada la semilla se pierde la parte aérea y permanecen los tubérculos en estado de dormición hasta que la bajada de temperaturas y las lluvias del otoño desencadenan la respuesta fisiológica que dará lugar a la brotación de las yemas.

## Requerimientos ambientales
Se adapta a una gran variedad de suelos, vegeta mejor en suelos profundos y fértiles y textura franca a franco-arcillosa. En suelos muy pobres y pesados el desarrollo se ve muy afectado y presenta colores verdes amarillentos haciéndose necesaria la fertilización. Los óptimos de temperatura para un mayor desarrollo se sitúan en torno a 21 °C para las diurnas y 16 °C de temperatura nocturna. Mayor crecimiento con luz solar directa. Soporta el frío y las sequías moderadas. Presenta capacidad para resistir encharcamientos durante períodos relativamente largos y excesos hídricos. Se desarrolla en un amplio rango de pH . Tiene un sistema radicular muy desarrollado.

## Tipo de cultivo
El objetivo del cultivo de Ph. aquatica es la producción de forraje destinado a la dieta de ganado. Es un cultivo de secano que puede sembrarse solo o acompañado de leguminosas, como la alfalfa (en suelos alcalinos) y el trébol subterráneo (en suelos ácidos). Presenta inconvenientes agronómicos, como es la gran dificultad de establecimiento, por lo que su utilización está muy restringida. Otro de los inconvenientes es el alto precio de la semilla, consecuencia del fácil desgrane de esta planta, lo que reduce considerablemente el rendimiento en los cultivos de producción de semilla. Una solución a este problema es la recolección temprana, pero esta técnica provoca un descenso del vigor de la semilla.

## Implantación  y persistencia
La semilla exige una buena preparación del terreno, haciendo la siembra a poca profundidad  (1 cm), y la mejor época de siembra es a principios de otoño (en España) o en primavera, ya que las lluvias y las temperaturas suaves hacen que la planta se desarrolle más fácilmente, hay que tener en cuenta la prevención frente al ataque de "pulgón verde". La dosis de siembra en España es de 10-12 kg/ha en forma pura y 3-6 kg/ha en función de la mezcla. No se siembra con otras gramíneas para evitar competencias. Es de establecimiento muy lento y no tolera la competencia de malas hierbas durante los primeros estados de su desarrollo (tamaño pequeño de semilla, unos 1000 granos/g). No se recomienda la siembra a voleo.

## Necesidades y carencias
Al ser una gramínea, necesita disponer de nitrógeno en el suelo, por lo que debe sembrarse en suelos recuperados antes con leguminosas, ya que en ocasiones se trata de suelos poco fértiles. Una práctica es hacer la siembra de una pradera prolífica, acompañando Ph. aquatica con alguna especie leguminosa que le  suministre  nitrógeno. Su producción puede incrementarse entre un 50 y un 100% agregando una fuente nitrogenada.
Además de necesitar nitrógeno, Ph. aquatica es muy sensible a la carencia de azufre.

## Interés forrajero
Produce un forraje de buena calidad mientras está en fase vegetativa pero en el encañado y espigado su valor nutritivo disminuye rápidamente, por eso se recomienda realizar los cortes en el estado de prefloración. 
Soporta el pastoreo directo. Las defoliaciones intensas favorecen el macollaje. Durante la primavera es conveniente un manejo que evite la remoción de yemas basales expuestas para no perjudicar la producción en otoño. 
Su crecimiento inicial es lento. Como consecuencia de esta lentitud en el desarrollo inicial, para la eliminación de malas hierbas se harán pases de pastoreo poco intensos y breves y con el terreno muy húmedo. El pasto es de buena calidad y un pastoreo en corto garantiza que ésta sea mayor.  Tarda en establecerse pero su comportamiento posterior es persistente, ofreciendo una buena calidad entre otoño y primavera. 
Muy apreciado por el ganado, especialmente por el vacuno. Phalaris crece todo el año excepto en verano, lo que la convierte en una buena opción para pastos de secano en regiones secas. Su capacidad de rebrotar en otoño antes que otras gramíneas se presenta como una ventaja permitiendo cierta estabilidad en la producción en los años más secos.
El nivel de alcaloides de la especie puede ser considerado un criterio de baja calidad, afectando a la palatabilidad y la digestibilidad y su consecuencia en el consumo voluntario del forraje, además de los desórdenes que se pueden producir en el sistema nervioso central.
La media de producción de forraje está en torno a las 6-8 toneladas de materia seca por hectárea pudiéndose incrementar hasta 10-12 (t/ha) con el aporte de abono nitrogenado. Esta producción suele obtenerse en 2 cortes, en nuestras condiciones, el primero a finales de agosto y un segundo corte en septiembre.
El valor energético de Phalaris aquatica en invierno y primavera respectivamente es de  2,3 y 2,1 Mcal/kgMS.    
Híbridos naturales, como el obtenido del cruce Phalaris tuberosa x Phalaris arundinacea , ofrecen a la ganadería ubicada en altitudes superiores a los 2300 m sobre el mar, la posibilidad de desarrollarse de un modo más intensivo. La producción alcanza las 5 t de materia seca/ha por corte, pudiendo hacerse hasta tres cortes en secano. Además está perfectamente adaptado a las condiciones climáticas de estas zonas, resistencia a las heladas, buen valor nutritivo y la posibilidad de ser utilizado como heno o ensilaje.

## Toxicidad
Contiene alcaloides que lo hacen tóxico para los animales, y en algunos casos causa desórdenes en el sistema nervioso central, lo que resulta en el “tembleque del falaris”. A su vez, la presencia de estos factores afecta a la palatabilidad, a la digestibilidad y, en definitiva, al consumo voluntario del forraje. Este alcaloide se produce en ciertas épocas, que corresponden a periodos de luminosidad baja, alta densidad de siembra, suelos ricos en nitrógeno y temperaturas elevadas.

## Variedades
Las variedades comerciales son de origen australiano. Australian, mayor resistencia a la sequía y la variedad que presenta un tiempo de dormición menor y Seedmaster, similar a Australian con la ventaja de una mayor resistencia al desgrane, lo que se traduce en una producción mayor de semillas. Sirocco, Sirolan y Sirosa son variedades más recientes. Su selección se ha llevado a cabo a partir de material recogido en Marruecos. Sus semillas y plántulas tiene un tamaño mayor, facilitando un rápido establecimiento. Mayor resistencia a la sequía en verano incluso que la variedad "Australian" y los menores contenidos en alcaloides se han registrado en las variedades Sirosa y Sirolan.

## Taxonomía
Phalaris aquatica fue descrita por Carlos Linneo y publicado en Centuria I. Plantarum ... 4. 1755.
Citología
Número de cromosomas de Phalaris aquatica (Fam. Gramineae) y táxones infraespecíficos: n=14
Etimología
De acuerdo a la Real Academia Española, el nombre “alpiste” proviene del árabe hispano y mozárabe alpíšṭ, y este del latín pistum, participio pasivo de pinsĕre, moler, machacar. 
En cuanto al nombre científico, su etimología es la siguiente: 
Phalaris: nombre genérico que podría derivar del griego phalaros, que significa ‘lustroso’, aludiendo al brillo de las espigas; 
aquatica: epíteto latíno que significa "acuática".
Sinonimia
- Phalaris aquatica Delile ex Boiss.
- Phalaris avicularis Salisb.
- Phalaris ovata Moench[2]
- Phalaris altissima Menezes
- Phalaris arundinacea subsp. bulbosa Paunero
- Phalaris bulbosa Ten.
- Phalaris elongata Braun-Blanq.
- Phalaris hirtiglumis (Batt. & Trab.) Baldini
- Phalaris nodosa L.
- Phalaris stenoptera Hack.
- Phalaris × trabutiana Maire
- Phalaris tuberosa L.[6]

## Nombres comunes
- Castellano: alpiste bravío, caballuna, morullera, rabillo de cordero, triguera, triguera caballuna.[7]